# عمر بن عبد العزيز (مسلسل)
عمر بن عبد العزيز هو مسلسل تاريخي ديني مصري يجسد شخصية الخليفة الأموي عمر بن عبد العزيز المشهور بالصلاح والعدل، والذي يلقب أحياناً «خامس الخلفاء الراشدين» و «أشجُّ بني أمية». لعب دور البطولة في هذا المسلسل الممثل نور الشريف، إخراج أحمد توفيق.

## الممثلون والأدوار
| - نور الشريف: الخليفة الأموي عمر بن عبد العزيز و عبد العزيز بن مروان. - عمر الحريري: الخليفة الأموي عبد الملك بن مروان. - سيد زيان: درهم عامل ببيت المال. - رشوان توفيق: راع زاهد. - عبد الرحمن أبو زهرة: الحجاج بن يوسف الثقفي. - أشرف عبد الغفور: الخليفة الأموي الوليد بن عبد الملك. - مديحة حمدي: عاتكة بنت مروان شقيقة عبد الملك وعبد العزيز بن مروان. - هالة فاخر: أم البنين بنت عبد العزيز وزوجة الوليد بن عبد الملك. | - مدحت مرسي:جستنيان. - سناء شافع :سرجون الرومي . - سوسن بدر: أم عاصم ليلى بنت عاصم والدة عمر بن عبد العزيز. - عبد الحفيظ التطاوي: عاصم بن عمر بن الخطاب. - نبيل الدسوقي :الأعمى الخناصري. - مصطفى متولي: يزيد بن المهلب بن أبي صفرة. - رشدي المهدي: عامر الشعبي. - وجدي العربي: سليمان بن عبد الملك. | - لطفي عبد الحميد: التابعي الجليل رجاء بن حيوة. - حمدي حافظ:ابن أخي الحجاج. - فاروق سليمان : أحد فقهاء المدينة - محمد الشويحي :كثير عزة - يسري مصطفى: ليونتيوس. - أمينة رزق: بائعة اللبن جدة عمر بن عبد العزيز لأمه. - عبير الشرقاوي: فاطمة بنت عبد الملك زوجة عمر بن عبد العزيز. |

بالإضافة إلى: - نجيب عبده - هدى عيسى - جمال شبل - سامي طموم: هشام بن إسماعيل - سعد الغزاوي -مصطفى الدمرداش: مزاحم -  سامية أمين:زوجة عبد الملك وأم فاطمة -أمين هاشم - رؤوف مصطفى - مخلص البحيري: فقير المدينة - محمود العراقي -عثمان محمد علي: أبو بكر بن حزم- ضياء السويفي - محمد إسماعيل: شعيب - غريب محيي الدين - إيمان حمدي - مصطفى هاشم - محمود جليفون - فاطمة الكاشف -سوسن ربيع: شاهفرند بنت فيروز بن يزدجرد جارية الوليد بن عبد الملك وأم ولديه يزيد وإبراهيم- عائشة الكيلاني: أم فرتونة- عادل الشناوي - فكري صادق - إمام الصفطاوي - أبو السعود عطية - عبد العزيز عيسى - عواطف حلمي - عبد الله حفني - عباس منصور - محمود عبد الغفار - أحمد الطاهر - محمد إمام - حسن عثمان - محمود أبو جليلة - يوسف حسين - أحمد عمار - إبراهيم وجدي - محمد عثمان الجندي - محمد عبده - مفيد عاشور: القائد الأموي مسلمة بن عبد الملك بن مروان- أنور حسونة - عصمت حمدي - رشوان سعيد: خبيب بن عبد الله بن الزبير- محمد الحسيني - رقية أحمد - عادل عطية - جلال رجب - عصمت الشناوي - عبد الله الصفتي - أحمد فوزي - مصطفى عكاشة - فؤاد عطية - ياسر علي ماهر - عادل زهدي - أحمد كمالي - محمد عتريس - محمد لطفي - نبيل الغول - رشيدة - عبد السلام عبد العزيز - عادل خلف - جلال عثمان - مصطفى طلبة - إكرام فارس - عبد اللطيف الطحاوي - رشدي متولي - محمود البنا - حسن صلاح - محمود حسن - سعيد عطية - إسماعيل عبد الفتاح - زياد علي - أحمد الطوخي - محمد رياض: عبد الملك بن عمر بن عبد العزيز- همام عبد المطلب - فؤاد بشارة - عبد الرحيم حسن - ياسر صادق - محمد علي عبد الله- استيفان منير - مصطفى أبو العزايم - أحمد عقل: عمر بن عبد العزيز (صبياً) - عصام السيسي - عمرو محمد علي: الوليد بن عبد الملك صبيا - هند حسني - سالي عادل - صباح شحاتة

## فريق العمل
- إخراج: أحمد توفيق.
- إنتاج: قطاع الإنتاج باتحاد الإذاعة والتليفزيون.
- تأليف: عبد السلام أمين.
- موسيقي تصويرية: محمد الموجي.
- موسيقي التتر: محمد الموجي.
- غناء التتر: علي الحجار.
- مهندس الديكور: صالح مرسي.
- تصميم الأزياء: ليلي سالم.
- تصميم التتر: مدحت بهجت.
- مدير الإنتاج: مصطفى عبد القوي.
- مدير التصوير: عثمان حلمي، وحيدشريف، عبد الله مصطفي، يوسف شلال، أحمد بكر.
- مدير الإضاء: مأمون.
- مونتاج إلكتروني: محمد فرج.
- مونتاج فيديو: يوسف رجب.
- توزيع: قطاع الشئون المالية والاقتصادية باتحاد الإذاعة والتليفزيون.
- مساعد إخراج: سامي بشري، وفاء يوسف.
- مساعد مخرج أول: وحيد محب.
- مخرج منفذ: رباب حسين.

## انتقادات
تمكن كاتب المسلسل عبد السلام أمين من تضمينه كثيرا من الحوارات الحقيقية، كما جاءت في المراجع التاريخية، لكنه لم يخل من بعض الأخطاء التاريخية:
- ورد ذكر بغداد في بعض حوارات المسلسل، كما كانت هناك في بيت المال خزانة عليها لوحة كتب عليها "بغداد"، وهذا غير صحيح تاريخيا، فمدينة بغداد لم تكن موجودة زمن عمر بن عبد العزيز، ولكنها بنيت في عهد الخليفة العباسي أبي جعفر المنصور، أي بعد وفاة عمر بن عبد العزيز بأكثر من خمسين سنة.
- ورد أكثر من مرة على لسان عبد الملك بن مروان أن دولته تمتد من الصين إلى بحر المحيط {أي المحيط الأطلسي}، وهذا غير صحيح تاريخيا. فأقصى اتساع للدولة الإسلامية زمن عبد الملك بن مروان كان أفغانستان شرقا إلى الجزائر غربا، ولم يصل المسلمون للصين والهند والمغرب والأندلس إلا في زمن الوليد بن عبد الملك.
- لا ندري كيف يعزل الوليد بن عبد الملك الأمير عمر بن عبد العزيز عن ولاية خناصرة، وهي قرية صغيرة شمال الشام خوف افتتنان الناس به، ثم بعد ذلك يوليه أهم ولاية إسلامية وهي ولاية المدينة المنورة ومكة والحجاز، ويبقيه فيها ست سنوات كاملة، ونقول {ست سنوات} استنادا للمصادر التاريخية.[1]